# Artjom Sergejewitsch Juran
Artjom Sergejewitsch Juran (russisch Артём Сергеевич Юран; * 24. Juni 1997 in Düsseldorf, Deutschland) ist ein russischer Fußballspieler.

## Karriere

### Verein
Juran begann seine Karriere bei ZSKA Moskau. Im Februar 2015 wechselte er zum unterklassigen Sorki Krasnogorsk. Mit Sorki stieg er 2017 in die Perwenstwo PFL auf. In der Saison 2017/18 kam er zu 22 Drittligaeinsätzen. In der Saison 2018/19 absolvierte er 13 Partien. In der Saison 2019/20 kam er bis zur Winterpause 15 Mal zum Einsatz. Im Februar 2020 wechselte er zur ebenfalls drittklassigen Reserve des FK Chimki, für die er aber aufgrund des COVID-bedingten Saisonabbruchs kein Spiel absolvieren konnte.
Im September 2020 wechselt Juran nach Lettland zum Zweitligisten FC Dinamo Riga. Für Dinamo kam er zu zwei Einsätzen in der 1. līga. Zur Saison 2021 schloss er sich dem Erstligisten Noah Jūrmala an. Für Noah spielte er aber nie, im April 2021 löste er seinen Vertrag wieder auf. Nach mehreren Monaten ohne Klub kehrte der Verteidiger im Juli 2021 wieder in seine Heimat zurück und wechselte zur drittklassigen Reserve von Rotor Wolgograd. Für Rotor-2 spielte er sechsmal in der PFL.
Im Februar 2022 kehrte Juran nach Chimki zurück, wo er nun zum Profikader des Erstligisten gehörte. Im April 2022 debütierte er gegen ZSKA Moskau in der Premjer-Liga. Bis zum Ende der Spielzeit absolvierte er zwei Partien im Oberhaus. In der Saison 2022/23 kam er ebenfalls zu zwei Einsätzen in der Premjer-Liga, aus der er mit Chimki zu Saisonende aber abstieg. Anschließend verließ er den Verein nach der Saison 2022/23.

### Nationalmannschaft
Juran spielte 2013 zweimal für die  russische U-16-Nationalmannschaft.

## Persönliches
Sein Vater Sergei (* 1969) war ebenfalls Fußballspieler und unter anderem Nationalspieler. Als Sergei 1997 bei Fortuna Düsseldorf spielte, wurde Artjom im deutschen Düsseldorf geboren. Nach seiner Karriere als Spieler wurde Sergei Trainer und verhalf seinen Sohn 2022 zum Profidebüt bei Chimki.